# Csór, Fejér
Csór  este un sat în districtul Székesfehérvár, județul Fejér, Ungaria, având o populație de 1.759 de locuitori (2011).

## Demografie
Componența etnică a satului Csór
     Maghiari (98,21%)
     Necunoscut (0,38%)
     Alții (1,4%)
Componența confesională a satului Csór
     Romano-catolici (36,16%)
     Fără religie (19,1%)
     Reformați (16,03%)
     Necunoscută (27,35%)
     Alte religii (3,35%)
Conform recensământului din 2011, satul Csór avea 1.759 de locuitori. Din punct de vedere etnic, majoritatea locuitorilor (98,21%) erau maghiari. Apartenența etnică nu este cunoscută în cazul a 0,38% din locuitori. Nu există o religie majoritară, locuitorii fiind romano-catolici (36,16%), persoane fără religie (19,1%) și reformați (16,03%). Pentru 27,35% din locuitori nu este cunoscută apartenența confesională.